# Хуан I (король Леону)
Хуан I (ісп. Juan І, бл. 1262 — 25 червня 1319) — король Леону, Галісії та Севільї у 1296—1300 роках. Представник кастильської Бургундської династії.

## Біографія

### Молоді роки
Походив з Бургундської династії. Син Альфонсо X, короля Кастилії і Леону, та Віоланти Арагонської. У 1272 році планувався шлюб Хуана з Джованою, донькою Вільгельма VII, маркіза Монферратського, але він не відбувся. У 1282 році було укладено шлюб Хуана, який 1281 року отримав титул сеньйора Валенсія-де-Кампос, з Маргаритою Монферрат.
Під час боротьбу за владу після смерті старшого брата Фердинанда у 1275 році, Хуан перейшов на бік повсталого брата Санчо. З часом стосунки між братами погіршилися, і 1283 року Хуан знову виказав вірність батькові. Того ж року він зумів відбити місто Мерида у прихильників Санчо.
У 1284 році за заповітом померлого Альфонсо X, Хуан отримав королівство Севілья і Бадахос. Водночас разом із сестрою Беатріс став виконавцем цього заповіту. Але Хуан не зміг виконати заповіт й вимушений був визнати королем брата Санчо. У 1286 році померла його дружина, 1287 року оженився на представниці роду де Аро.

### Боротьба за владу
У 1288 році разом з тестем Лопе Діасом III де Аро Хуан повстав проти короля Санчо IV, але у битві при Альфаро зазнав поразки. В результаті де Аро загинув, а Хуан потрапив у полон. Його король планував стратити брата, втім Хуана врятувала королева Марія де Моліна. У 1289 році став номінальним паном сеньйорії Біскайя після смерті Лопе Діаса IV, але область було окуповано кастильськими військами. В той же час Хуана запроторили до замку Бургос, потім Курьєл-де-Дуеро, де Хуан перебував до 1291 року.
На прохання Марії де Моліни Хуана було звільнено, доправлено до Вальядоліда, де той дав присягу вірності королю Санчо IV. У 1292 році приєднався до королівського війська. Того ж року відзначився при захоплені міста Таріфа, під час якого отримав опік обличчя (від цього походить прізвисько Хуана). Після цього вступ у змови з родом де Лара та Хуаном Фернандесом де Леоном проти короля. Але змову у 1294 році було викрито, Хуану довелося втекти до Португалії.
Того ж року планував морем відплисти до Франції, але внаслідок буревію потрапив до міста Танжер (Марокко). Тут отримав підтримку у султанів Маринідів. на чолі мусульманського війська висадився на Піренеях, швидко взяв в облогу місто Таріфа, але не зміг його здобути. Тому Хуан вимушений відступити до Гранадського емірату, де дістав притулок у Мухаммада II.
Після смерті у 1295 році брата-короля, рушив до Кастилії, де висунув претензії на трон, стверджуючи щодо незаконності короля Фердинанда IV внаслідок спорідненості його батьків — Санчо IV і Марії де Моліна. Хуан зумів зайняти Севілью. Намірам Хуана сприяла боротьба між грандами, частина яких підтримала Альфонсо де ла Серду, онука Альфонсо X. Але спроба зайняти Бадахос, фортеці Корія і Алькантара виявилася невдалою. Тоді Хуан рушив до Португалії, де дістав підтримку короля Дініша I. Водночас Альфонсо де ла Серда вдерся до королівства при підтримці Арагону.

### Король
У квітні 1296 році у місті Леон Хуан коронувався як король Леону, Галісії та Севільї. Слідом за цим Хуан рушив до Саагуну, де Альфонсо де ла Серду було оголошено королем Кастилії, Толедо, Кордови, Мурсії і Хаєн. Проте дальшому наступу короля Хуана I та Альфонсо завадив мор в арагонському війську, серед померлих був його очільник інфант Педро Арагонський.
Тоді в союзі з Хуаном Нуньєсом де Лара рушив до Вальядоліда, де взяв в облогу короля Фердинанда IV та його матір Марію де Моліна. В цей час союзники Хуана I — арагонці — вдерлися до Мурсії. Водночас король Хуан I чекав на допомогу Португалії. Але Марії де Моліна вдалося укласти мирний договір з Дінішом I, внаслідок чого португальці не прийшли на допомогу Хуану I, а де Лара зняв облогу Вальядоліда. Тоді король Леону повернувся до свого королівства.
В цих обставинах війська вірні Фердинанду IV перейшли у наступ й взяли в облогу Паредес-де-Нава, де перебувала дружина Хуана I. Її врятував новий розгардіяш на півдні Кастилії.
У 1297 році кастильці отримав підтримці португальського короля, завдяки чому почали новий наступ на королівство Леон. Весь рік тривалий прикордонні бої. Для поліпшення фінансового стану королівства Хуан I у 1298 році став карбувати власну монету. Того ж року в союзі з родом де Лара леонський король перейшов у наступ. За цих обставин Дініш I відмовився спрямувати португальські війська на допомогу Фердинанду IV. Водночас виник проект, згідно з яким планувалося визнати хуана королем Леону, Галісії та Севільї, але після смерті Фердинанда IV уся спадщина Санчо IV повинна була об'єднатися. Але під тиском матері Марії де Моліна, Фердинанд IV відкинув цей проект.
Але Хуан I продовжив боротьбу з королем Кастилії. У 1299 році Хуан де лара перейшов на бік Фердинанда IV. У 1300 році папа римський визнав шлюб батьків останнього законним. Відповідно права на королівства Хуана I послаблювалися. В цих обставинах він зрікся трону й на кортесах у Вальядоліді 26 червня 1300 року склав присягу Фердинанду IV, натомість отримав замки Мансілья, Паредес-де-Нава, Медіна-Ріосеко, Кастронуньо і Кабрерос, його дружина — Біскайю.

### В правління Фердинанд IV
У 1301 році на кортесах в Саморі домігся отримання субсидій від Леону і Галісії для війни з Арагоном, що продовжував висувати претензії на королівство Мурсія. Втім наприкінці того ж року вступив у змову разом з Хуаном II Нуньєсом де Лара і інфантом Енріке проти короля. У 1302 році вони зуміли посварити Фердинанда IV з матір'ю. Втім боротьба між грандами на чолі із Марією де Моліна та Хуаном при дворі тривала з перемінним успіхом. Хуану не вдалося отримати повного впливу на короля.
У 1303 році Хуан планував при підтримці Дініша I Португальського почати повстання проти Фердинанда IV, але не мав успіху. Того ж року не зміг запобігти відновленню миру між королем та його матір'ю. З 1304 року розпочав від імені дружину нову боротьбу за отримання Біскайї. Тривала боротьба завершилася лише у 1310 році, коли нарешті Хуана було визнано паном Біскайї, але в обмін віддав замки, отримані за угодою 1300 року.
У 1309 році своєю суперечкою з родами де Лара і Гаро завадив захопленню важливих земель Гранадського емірату. Після цього Хуан знову став виступати проти короля. Тому Фердинанд IV у 1311 році вирішив вбити Хуана в Бургосі. Про це стало відомо і Хуан сховався у місті Сальданья. При цьому прихильники Хуана мали намір повстали проти короля. Для недопущення цього Фердинанд IV вступив у перемовини з Хуаном, які завершилися мирною угодою.
У 1311 році під час хвороби Хуан вступив у змову, щоб посадити на трон інфанта Педро. Але цей план було викрито Марією де Моліна, що призвело до провалу змови. Втім невдовзі Хуан на чолі грандів виступив з вимогами до короля задля розширення власності і прав. Хворий Фердинанд IV задовольнив вимоги, при цьому Хуан отримав місто Понферрада.

### Регентська рада
У 1312 році після смерті короля увійшов до регнтської ради разом з королевою-матір'ю Марією де Моліна та інфантом Педро де Камерос. У 1313 році Хуан вирішив встановити повний контроль над малолітнім королем Альфонсо XI, що спричинило військовий конфлікт з інфантом Педро де Камерос. Зрештою Хуана як регента визнали області в Кастилії, Леоні, Естремадурі, Галісії і Астурії. Незабаром Хуан зайняв місто Леон. Наприкінці того ж року досягнуто угоду в Саагуні, яким підтверджено стаус-кво. У 1314 році підтверджено склад регентської ради з інфантів Хуана, Педро та Марії де Моліна. Кортеси в Бургосі у 1315 році ратифікували цю угоду.
У 1317 році Хуан розпочав нову інтригу проти Педро де Камероса, намагаючись того позбавити регентства. Такі дії спричинили новий розгардіяш у королівстві. Втім у 1318 році Хуан замирився з інфантом Педро. 1319 року вони спільно рушили проти Гранадського емірату. Але у битві при Пінос-Пуенте, в районі Вега-де-Гранада, зазнав важкого поранення, від якого помер 25 червня

## Родина
1. Дружина — Маргарита, донька Вільгельма VII, маркграфа Монферрат.
Діти:
- Альфонсо (1282—1315) в шлюбі з Терезою де Лара

2. Дружина — Марія, донька графа Лопе Діаса III де Аро, сеньйора Біскайї.
Діти:
- Лопе (1288—1295)
- Марія (1292—1299)
- Хуан (1293—1326)